# Mladí zelení
Mladí zelení, z.s. (zkratka MZ) je spolek sdružující mladé lidi, kteří se zajímají mj. o témata klimatické krize, genderové rovnosti, práv LGBTQIA+ osob, sociálně ohrožených skupin a dalších. Členstvo MZ se o těchto tématech vzdělává a snaží se pro ně získávat větší pozornost ve veřejném prostoru. Členem nebo členkou spolku se může stát osoba ve věku do 30 let se zájmem o cíle spolku. Mezi hlavní hodnoty Mladých zelených patří rovnost, sociální spravedlnost, boj o environmentálně udržitelnou společnost, práva zvířat, participativní demokracie a zapojení mladých lidí do rozhodovacích procesů. Mladí zelení po vypovězení memoranda již nejsou úzce navázaní na Stranu zelených. Jsou plnohodnotnou členskou organizací Federace mladých evropských zelených, Cooperation and Development Network Eastern Europe a spoluzakladateli české Asociace mládežnických politických organizací.
Mladí zelení se aktivně angažují v mnoha oblastech občanské společnosti, jako jsou například environmentalismus, feminismus, lidská práva či práva LGBT komunity. Zároveň spolupracují i s dalšími mládežnickými organizacemi v Česku i v zahraničí.

## Struktura
Nejvyšším orgánem spolku je sněm, který se koná pravidelně každý rok. Sněm volí dva spolumluvčí a 1-5 řadových členů nebo členek, kteří dohromady tvoří předsednictvo. V období mezi zasedáním sněmu spolku je předsednictvo nejvyšším orgánem. Volba spolumluvčích a řadových členů a členek předsednictva probíhá tzv. systémem jednoho přenosného hlasu a uplatňuje genderovou kvótu, kdy minimálně jeden spolumluvčí nesmí být cisgender muž a jedna řadová členka předsednictva nesmí být cisgender muž. 
Na výkon mandátu předsednictva a dodržování stanov spolku dohlíží Revizní komise, která se skládá z alespoň tří členů a rovněž uplatňuje totožnou genderovou kvótu, jako při volbách spolumluvčích a řadových členkách předsednictva.
Základní organizační jednotkou jsou místní organizace, které mají vymezené území působnosti. Pokud má místní organizace nad 10 členek, je pak vedena tzv. radou místní organizace, kterou tvoří mluvčí a dvě až čtyři řadové členky rady. Velikost rady místní organizace volí místní organizace na svých schůzích. Pokud místní organizace má ale pod 10 členek, namísto rady jí vede koordinátorka. Mladí zelení mají v současnosti místní organizace v Praze, Plzni, Olomouci, Ostravě a Táboře.

## Rozdělení spolku
Na mimořádném sněmu 20. června 2020 došlo k odtržení části členské základny, která chtěla navázat spolupráci s nově vzniklým hnutím Budoucnost. Tato část členstva následně založila spolek Budoucí. Po jejím odtržení byli Mladí zelení určitou dobu neaktivní, a to až do jara 2022, kdy spolek nabral nové zájemce o členství a uspořádal mimořádný sněm, na kterém si zvolil nové vedení.

## Veřejné aktivity
- 30 pro Prahu[21]
- Budoucnost neškrtneš[22]
- Most Pride
- Ostravský Prajd
- Prague Pride